# Bayou Macon
Pour les articles homonymes, voir Macon.

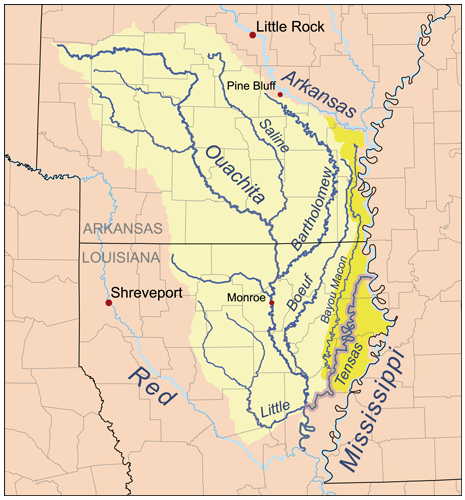
Localisation du bayou Macon.

Le bayou Macon est un cours d'eau qui coule dans l'État de l'Arkansas puis en Louisiane aux États-Unis.
Le bayou Macon prend sa source dans le comté de Desha en Arkansas. Il s'oriente vers le sud entre la rivière Boeuf et le fleuve Mississippi entre lesquels il coule en parallèle. Il traverse le comté de Chicot en Arkansas avant d'entrer en Louisiane.
Le bayou Macon se jette dans la rivière Tensas elle-même étant un affluent de la rivière Ouachita. 
Le bayou Macon a une longueur de 233 kilomètres.